# Хейс (Канзас)
Хейс (англ.  Hays ) — город и административный центр округа  Эллис  в штате Канзас США.

## История
Административный центр округа Эллис с 1867 года. Находится в центральном Канзасе на реке Биг-Крик. 

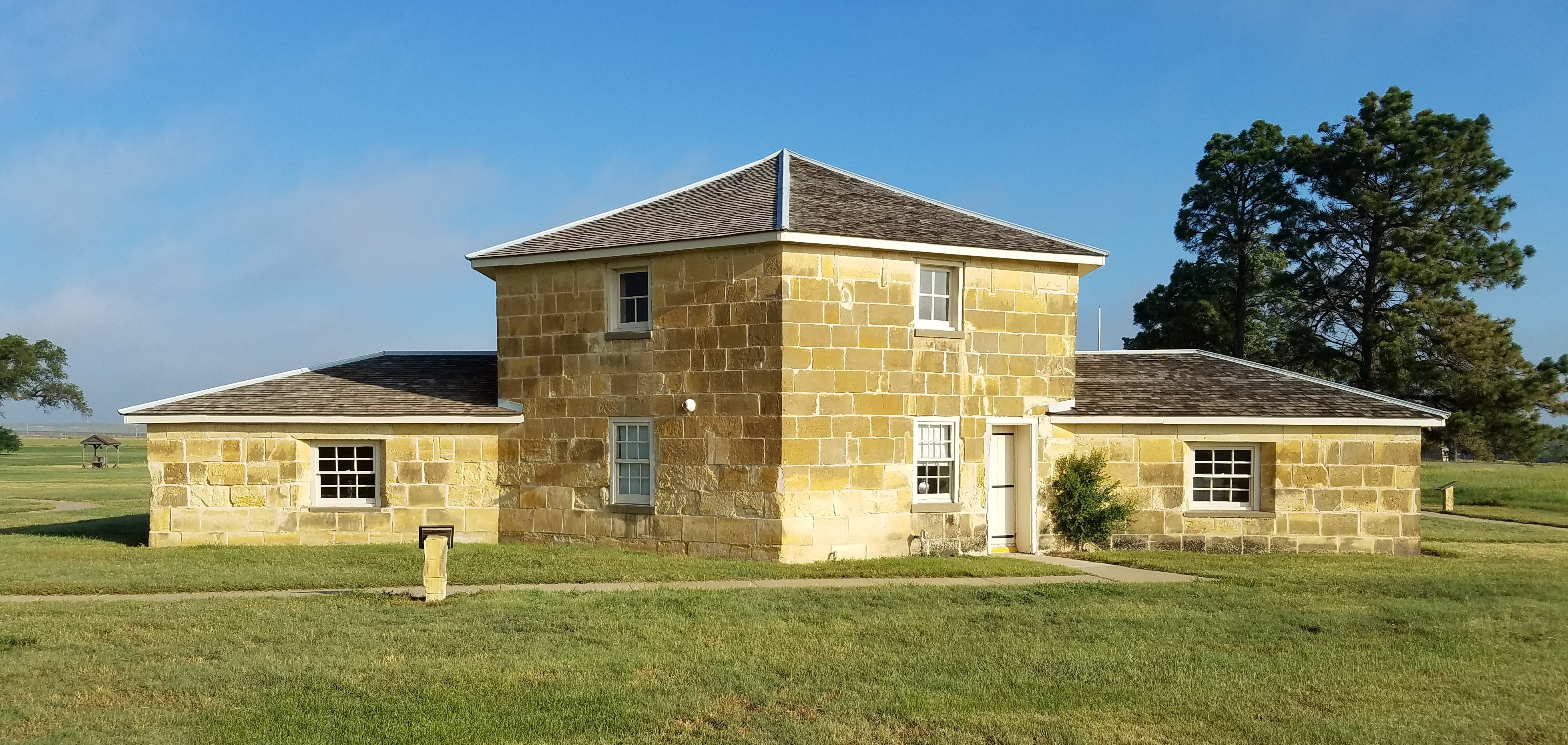
Форт-Хейс

Город был основан в 1867 году после постройки Форт-Хейса (пограничного поста, построенного как Форт-Флетчер в 1865 году). 
В 1876 году немцы Поволжья поселились в этом районе на земле, уступленной Канзасской тихоокеанской железной дорогой. Форт был заброшен в 1889 году; его блокгауз и караульное помещение сохранились в городском Пограничном историческом парке. Нефтяные месторождения поблизости начали разрабатываться в 1936 году. 
Город является торговым центром и пунктом отгрузки для обширного района выращивания пшеницы и производства масла.
В 1996 году город был награждён премией «All-America City Award» (с англ. — «Всеамериканский город») присуждаемой Национальной гражданской лигой, которую неофициально называют «Нобелевской премией за конструктивное гражданство» и которая выдается за активную гражданскую позицию жителей некорпоративных сообществ Соединённых Штатов в жизни местного самоуправления.

## Население
| 2010   | 2020    |
| ------ | ------- |
| 20 510 | ↗21 116 |